# 西苇水库
西苇水库，位于中国山东省邹城市东郊，位于白马河支流大沙河河道上。1960年6月建成，控制流域面积113.6平方公里，总库容1.02亿立方米，有效灌溉面积1520公顷。大坝为粘土心墙砂壳坝，全长1100米，最大坝高22.30米。水库基址原为邹城市山丘溪水汇集之地，当地人称为溪湖。